# Not Alone
«Not Alone» –en español «No estás solo»– es una canción de la banda estadounidense Linkin Park del álbum Download to Donate for Haiti, en el que participan varios artistas en apoyo a las víctimas del Terremoto de Chile de 2010.

## Sobre la canción
La canción tiene la estructura de una balada, como en varios trabajos del grupo a partir el álbum Minutes to Midnight. Mike Shinoda solo canta el coro y toca el piano en lugar de rapear, mientras que Chester Bennington canta toda la canción de forma melódica; Mr. Hahn vuelve a tener presencia con el sampler que se escucha en el transcurso del tema. Tanto el guitarrista Brad Delson y el bajista Dave Farrell tocan riffs únicamente de fondo sin tener mayor presencia.

## Video musical
El video musical contiene escenas de las víctimas del terremoto de Chile, y parte de la grabación donde se ve a Chester, Brad y Phoenix. Chester lleva puestas unas gafas de sol mientras canta la canción, y al final del video, aparece la imagen de Download to Donate, la que se muestra como un corazón con la bandera del país que sufrió este desastre.